# Qian Xuesen
Qian Xuesen (født 11. december 1911, død 31. oktober 2009) var en kinesisk videnskabsmand, som var en stor figur i missil og rumfartsprogrammer i både USA og Folkerepublikken Kina. NASA-dokumenter refererer almindeligvis til ham som HS Tsien.
1. ↑  Navnet er anført på engelsk og stammer fra Wikidata hvor navnet endnu ikke findes på dansk.
2. ↑  Navnet er anført på bokmål og stammer fra Wikidata hvor navnet endnu ikke findes på dansk.
3. ↑  Navnet er anført på svensk og stammer fra Wikidata hvor navnet endnu ikke findes på dansk.
4. ↑  Navnet er anført på engelsk og stammer fra Wikidata hvor navnet endnu ikke findes på dansk.